# بوناتية ملتبسة
بوناتية ملتبسة (الاسم العلمي: Bonnetia anceps) هي نوع من النباتات تتبع جنس البوناتية من فصيلة البوناتية.